# Ееро Саарінен
Ее́ро Са́арінен (фін. Eero Saarinen; 20 серпня 1910 — 1 вересня 1961) — американський архітектор і промисловий дизайнер фінського походження. Син відомого фінського архітектора Елієля Саарінена. Створив вражаючу кар'єру архітектора і дизайнера меблів у 1950-х роках. Вважається одним з найвидатніших архітекторів XX століття.

## Біографія
Ееро Саарінен народився в сім'ї впливового фінського архітектора Елієля Саарінена та його другої дружини Лої. У 1923 році, коли Ееро було тринадцять, сім'я імігрувала до США. Виріс Саарінен у Блумфілд Хіллс, Мічиган, де його батько працював учителем у Кранбруцькій Академії мистецтв. Там він відвідував курси скульптури і дизайну меблів. Його мати була скульптором, і в душі хлопчика з дитинства йшла боротьба між потягами до архітектури і скульптури.
Починаючи з вересня 1929 року вивчав скульптуру в академії Гранд-Шом'єр у Парижі. Потім вирушив на навчання до Єльської школи архітектури, яку закінчив у 1934 році. Згодом гастролював Європою та Північною Африкою протягом року, після чого повернувся на батьківщину, у рідну Фінляндію. Невдовзі Саарінен повернувся до Кранбруку працювати на свого батька і викладати в академії. У 1940 році він став натуралізованим громадянином США. Після смерті батька в 1950 році, Саарінен заснував свій власний архітекторський офіс, що мав назву «Ееро Саарінен і партнери». У 1952 році був обраний членом Американського інституту архітекторів.
Помер архітектор у 1961 році у Енн-Арбор, Мічиган під час проведення операції на пухлині головного мозку у 51-річному віці. В той час архітектор керував будівництвом нового корпусу для музичної школи Мічиганського університеу. Його дружина Ейлін пізніше помре від тієї ж хвороби. Партнери Саарінена, Кевін Рош і Джон Дінкелоо (Roche-Dinkeloo) завершили останні 10 його проєктів.

## Особисте життя
Саарінен мав двої дітей (Еріка і Сьюзен) від шлюбу зі скульптором Ліліан Свонн Саарінен, з якою він одружився у 1939 році. Після їхнього розлучення в 1953 році, він одружився з Ейлін Б. Саарінен, що працювала мистецтвознавцем у Нью-Йорк Таймс. У них був син, Еймс, якого вони назвали на честь співробітника Саарінена Чарльза Еймса.

## Роботи

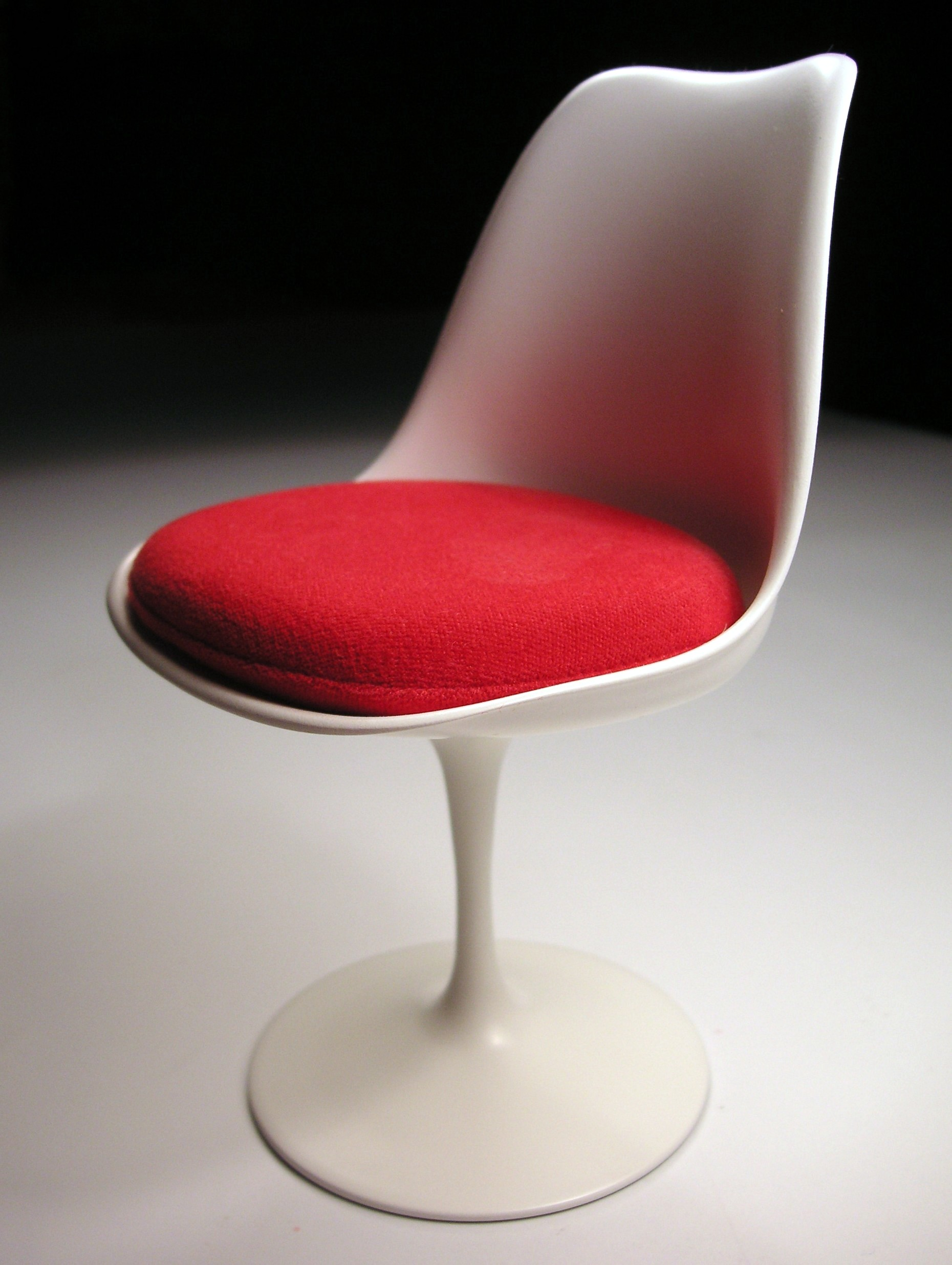
«Стілець-тюльпан» (1955-56).

Із самого початку Саарінен привернув до себе увагу оригінальним підходом до дизайну предметів меблів. Він спільно з Чарльзом Еймсом розробив оригінальні дизайни стільців, що отримали назви «стілець-тюльпан», «стілець-коник», «крісло-чрево». Його розробки були запущені у промислове виробництво меблевою компанією Knoll, засновником якої був Ганс Нолл, і користувалися великим попитом. У той час Саарінен розробив безліч важливих предметів меблів для Knoll. У 1947 році архітектор проєктує першу у своїй кар'єрі грандіозну споруду — 192-метрові «Ворота Заходу» в Сент-Луїсі.

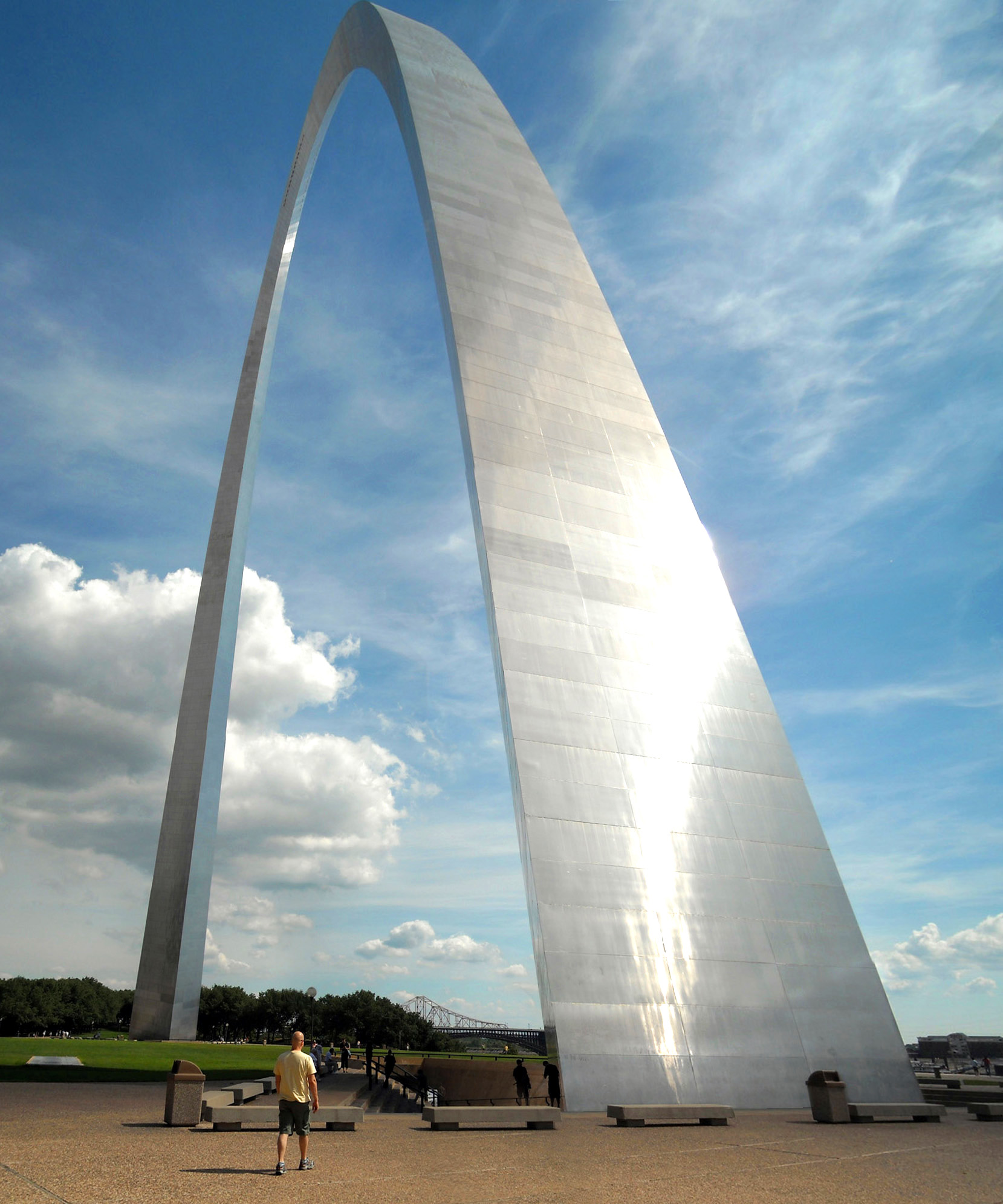
Арка в Сент-Луїсі, відома також під назвою «Ворота Заходу».

Однією з найбільш ранніх робіт Саарінена, що отримали міжнародне визнання, стала школа «Кроу Айленд» (Crow Island School) (1940) в селі Уіннетка, Іллінойс. Дизайн школи значно вплинув на формування подальшого архітектурного стилю шкіл у США. У 1990 році її було визнано Національним історичним пам'ятником.
Одним з наймасштабніших проєктів Саарінена став технічний центр Дженерал моторз у місті Воррен (Мічиган). Виконаний у раціоналістичному стилі з використанням скла і сталі, він має явний розрив з прямолінійністю інтернаціонального стилю Міса. У 1986 році Американським інститутом архітекторів його було визнано найвидатнішим архітектурним проєктом своєї епохи. З того часу Саарінена запрошували до співраці такі великі американські корпорації як Deere & Company, IBM і CBS для розробки дизайну своїх нових штаб-квартир. Згодом він почав отримувати замовлення від американських університетів на розробку конструкцій кампусів і окремих будівель, до яких увійшли гуртожиток Нойес (Vassar College), Хілл Коледж Хаус Університету Пенсільванії, декілька дизайнів ковзанок, каплиця Массачусетського технологічного інституту та юридичний факультет Чиказького університету.
Саарінен мав вирішальне значення у виборі всесвітньо відомого сьогодні дизайну Сіднейського оперного театру. Не будучи учасником комісії, він зміг переконати журі визнати переможцем проєкт данського архітектора Йорна Утзона.

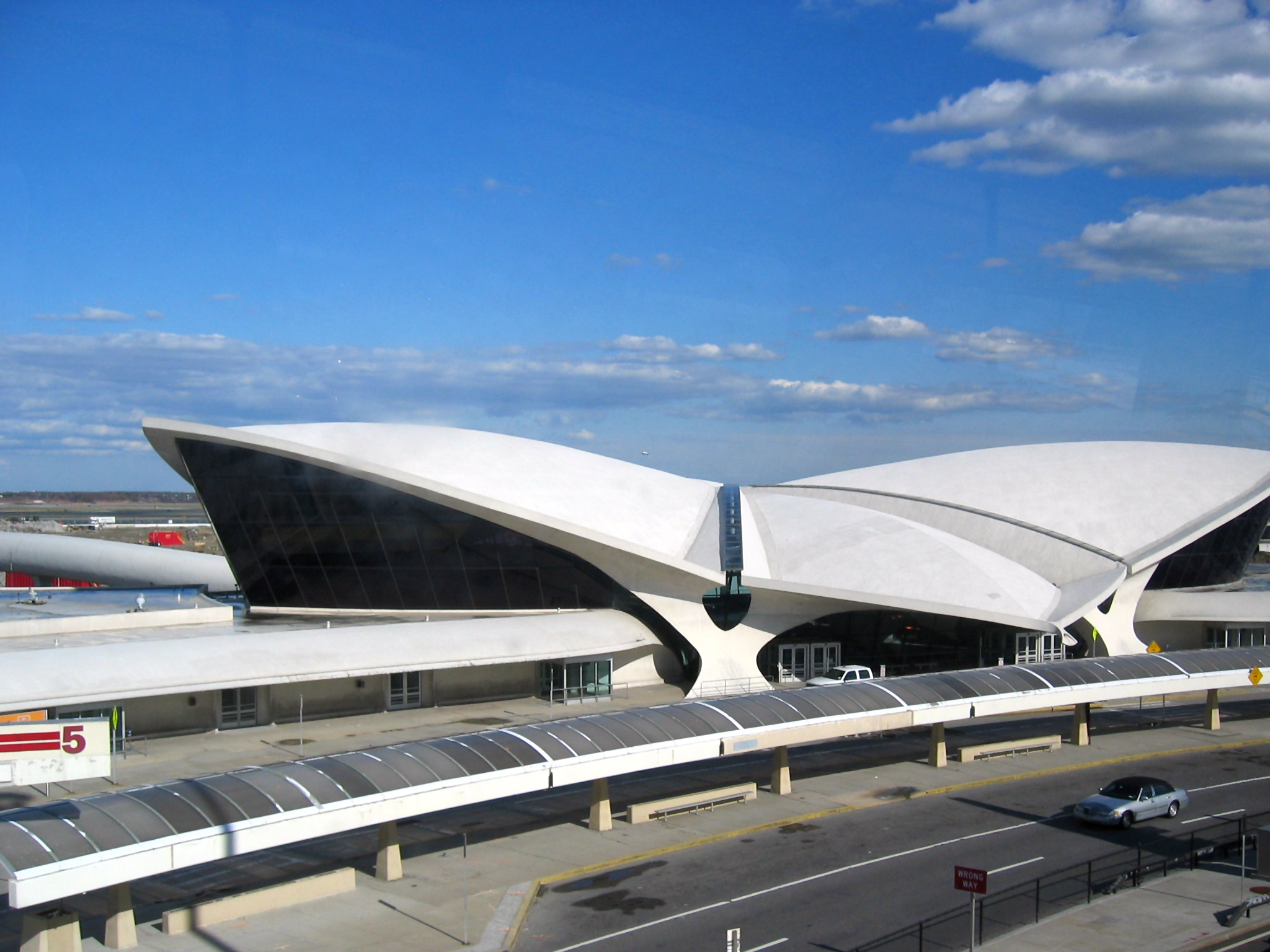
Термінал TWA в аеропорту Кеннеді.

Саарінен є автором дизайну однієї з найвідоміших тонкостінних залізобетонних конструкцій в Америці — лекторію «Кресдж Аудиторія» Массачусетськоготехнологічного інституту (МІТ). Будівлю було названо на честь її головного спонсора Себастьяна Кресджа.
Найвідомішою роботою Саарінена, без сумніву, є термінал TWA в аеропорту Кеннеді, який втілює у собі елементи попередніх конструкцій архітектора і демонструє його новий нео-футуристичний стиль.

## Спадщина
У 1973 році папери Ейлін і Ееро Саарінен були передані до Архіву американського мистецтва Смітсонівського інституту братом Ейлін і арт-дилером Чарльзом Аланом. У 2006 році документи були відскановані та розміщені в Інтернеті на вебсайті архіву у кількості 17 399 зображень.
Фінським інститутом культури у Нью-Йорку у співпраці з Єльською школою архітектури, Національним музеєм Будівництва та Музеєм фінської архітектури була організована виставка робіт Саарінена під назвою «Ееро Саарінен: Формування майбутнього» (Eero Saarinen: Shaping the Future), яка гастролювала по Європі та США з 2006 по 2010 рік і супроводжувалася однойменною книгою.
З травня по серпень 2008 року виставка проходила у Національному музеї будівництва у Вашингтоні.